# Arvin
Arvin je město v okresu Kern County v Kalifornii ve Spojených státech amerických. Arvin leží 24 kilometrů jihovýchodně od Bakersfieldu v nadmořské výšce 137 metrů. K roku 2010 zde žilo 19304 obyvatel. Celková rozloha činí 12,482 km².